# Snöblandat regn

En meteorologisk symbol för snöblandat regn.

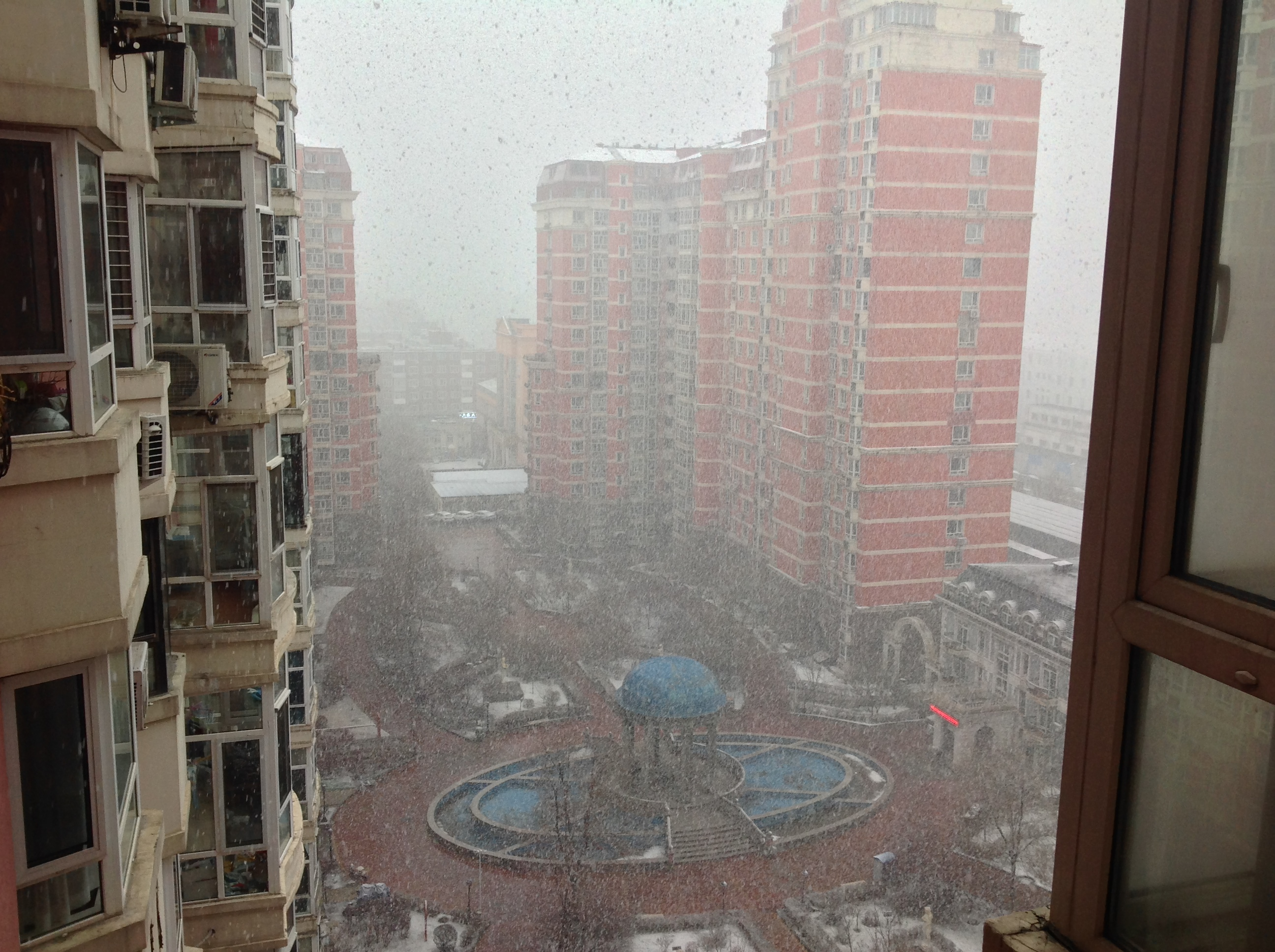
Glopp i Daoli i Kina.

Snöblandat regn eller regn med inslag av snö är en form av nederbörd med snö och regn samtidigt, där regnet överväger. Det uppstår när snö delvis hinner smälta till regn innan det når marken. När den blandade nederbörden innehåller mer snö än regn så kallas den istället snö med inslag av regn och tidigare regnblandad snö. Glopp, snöglopp och snöslask är andra benämningar på nederbörd som innehåller både snö och regn.
Snösmältningen börjar i snöflingornas kanter och därför kan snöflingor smälta samman i luften och bilda stora snöflingor, "lappvantar" i folkmun, något som kan leda till starkt nedsatt sikt.
Snöblandat regn finns belagt från år 1733, regnblandad snö från 1750.